# Den Arnamagnæanske Kommission
Den Arnamagnæanske Kommission har siden 24. september 1772 ledet Den Arnamagnæanske Stiftelse, der blev oprettet 18. januar 1760. Inden blev stiftelsen ledet af to eforer udpeget af konsistorium ved Københavns Universitet
Den Arnamagnæanske Stiftelse blev grundlagt ved Árni Magnússons testamente af 6. januar 1730, men først oprettet ved fundats i 1760. Formålet var at fremme kendskabet til gammel nordisk litteratur, sprog og historie gennem udgivervirksomhed på grundlag af Árni Magnússons bibliotek og den Arnamagnæanske Håndskriftsamling. Til 1957 blev samlingen opbevaret i Københavns Universitetsbibliotek, hvorefter den overgik til Det Arnamagnæanske Institut ved Københavns Universitet, der netop var blevet oprettet. Efter lov af 1965 blev samlingen delt ved en udlevering til Island fra april 1971 til juni, og en Arnamagnæansk Stiftelse ved Islands Universitet blev oprettet.
Fra 1936 havde Island indflydelse på sammensætningen af kommissionen, men den 22. maj 1986 blev sammensætningen af kommissionen bestemt til:
- rektor for Københavns Universitet (formand)
- professoren i islandsk sprog og litteratur ved Københavns Universitet
- en af konsistorium ved Københavns Universitet udpeget forsker, der skal være særlig fagkyndig inden for stiftelsens forsknings- og arbejdsområde
- overbibliotekaren (nu: direktøren) for Det Kongelige Bibliotek
- et af undervisningsministeren udpeget medlem.

For tiden leder kommissionen to udgivelsesserier, Bibliotheca Arnamagnæana (1941-) og Editiones Arnamagnæanæ (1958-). Siden 1937 har den arbejdet på en  Ordbog over det norrøne prosasprog // A Dictionary of Old Norse Prose, der har været under udgivelse siden 1989. Kommissionen stod 1772-1938 bag 30 enkeltstående udgivelser. Siden 1941 har den udgivet lidt mere end 100 publikationer (2015).
Kommissionen bestyrer desuden Det Arnamagnæanske Stipendium, der uddeles til islandske filologer, litteraturforskere og historikere til studier i København.